# Сульфид платины-калия
Сульфид платины-калия — неорганическое соединение,
двойная соль металлов калия, платины и сероводородной кислоты
с формулой K2Pt4S6 (PtS2·3PtS·K2S),
серо-синие кристаллы,
не растворяется в воде.

## Получение
- Сплавление карбоната калия, серы и порошкообразной платины:

{\displaystyle {\mathsf {8Pt+13S+2K_{2}CO_{3}\ {\xrightarrow {T}}\ 2K_{2}Pt_{4}S_{6}+2CO_{2}+SO_{2}}}}

## Физические свойства
Сульфид платины-калия образует серо-синие кристаллы
гексагональной сингонии,
параметры ячейки a = 0,701 нм, c = 1,914 нм, Z = 3.
Не растворяется в воде.